# Port lotniczy Pleiku
Port lotniczy Pleiku (Sân bay Pleiku) – krajowy port lotniczy położony w Pleiku w Wietnamie.